# Daniela Russo
Daniela Russo (Siracusa, 21 giugno 1981) è un'ex pallamanista italiana.

## Carriera

### Giocatore

#### Club
Inizia a praticare la pallamano nella EOS Siracusa. 
Con la formazione della sua città ha praticamente giocato in tutte le categorie conquistando anche diversi titoli a livello giovanile. 
Con le aretusee nella stagione 1999-2000 si laurea Campione d'Italia. 
Dopo alcuni anni in Campania, tornerà in Sicilia nel 2010 chiudendo la carriera con la maglia dell’HC Floridia, dove vincerà il campionato di Serie A2.

#### Nazionale
È stata pedina fissa nello scacchiere della nazionale italiana nei mondiali del 2001.

## Palmarès

### Club
- Campionato italiano: 1

Siracusa: 1999-2000